# 中村寛 (作曲家)
中村 寛（なかむら ひろし、1965年3月31日 - ）は、日本の現代音楽の作曲家。滋賀県甲賀市出身。

## 略歴
日本大学大学院文学研究科哲学専攻博士前期課程修了。三善晃と多田栄一に師事。
必ず作曲にはテクストが用いられ、その哲学者や詩人にはアリストテレス、アイスキュロス、キルケゴール、ヘルダーリン、ブレイク、ベンヤミン、ニーチェなどが選ばれている。1990年代の室内楽作品はFFの衝撃音の多用による表現主義的な作風であったが、最近は室内楽とオーケストラ作品共に、帯状に伸びるドローンの上で緻密な書法が展開されることが多い。この帯状ドローンは作風の成熟と共に、響きの様相は徐々に内的な感覚へ移り変わっている。1970年代のブライアン・ファーニホウや1990年代の細川俊夫とも共通項があっても、最終的に黙示的な終結を迎える事が多い。
「オーケストラのためのアリアドネのなげき」において、同情や憐憫では解決し得ない人間存在の本来的な非情さを、そうした同情を告発する音の暴力性と無慈悲な静けさとの対比によって措定する試み、音がその切実さを担うことのみ、と規定している。

## 受賞歴
- ヴィエナ・モダン・マスターズ・オーケストラ作品公募入選 1992年
- タラゴナ市国際音楽作品賞第2位[4][5] 1995年
- ICOMS国際作曲コンクール第1位[6] 1996年
- タラゴナ市国際音楽作品賞第1位[7][8] 1996年
- 秋吉台国際作曲賞 ノミネート 1996年
- 日本交響楽振興財団作曲賞(「現代日本のオーケストラ音楽」)入選 2000年
- 東京文化会館主催「舞台芸術創造フェスティヴァル2000」舞台芸術創作作品公募佳作 2000年
- 東京文化会館主催「舞台芸術創造フェスティヴァル2001」舞台芸術創作作品公募優秀賞 2001年
- 日本音楽コンクール作曲部門入選 2002年
- 日本音楽コンクール作曲部門第1位 2003年
- ISCM世界音楽の日々入選 2003年[9]
- エドワルド・グリーグ国際作曲コンクール佳作 2005年
- カジミェシュ・セロツキ国際作曲コンクール第1位 2006年
- ストレサ市国際作曲コンクール第1位 2007年
- 第5回プロコフィエフ国際音楽コンクール[10]作曲部門協奏曲カテゴリー ノミネート[11] 2008年
- ISCM世界音楽の日々入選 2009年
- アバディーン音楽賞入選 2010年
- 第3回セイナヨキ国際作曲コンクール聴衆賞 2011年
- 第4回New Note国際作曲コンクール第3位 2015年
- アーラウ市主催メンデルスゾーンの日々国際作曲コンクール[12]第2位 2017年
- 第8回New Note国際作曲コンクール第2位 2018年[13]
- Rychenberg Competition ノミネート 2019年[14]
- Basel Competition ノミネート 2021年[15]

## 出版

### 録音
- Music from Six Continents (1993 Series): Yu, Firtner, Scott, Nakamura, Van de Vate[16]
- The Japan Project / Barrie Webb[17]

### 楽譜
- Song of Samsara – Vision of Metempsychosis - RAI TRADE, Italia

## 主要作品
- Litaniae für großes Orchester (1992)
- Apocalypse für Orchester (1995)
- Die Vision des Phloxes für Flöte, Saxophon, Kontrabass, Akkordeon und Klavier (1996）
- TONOS für B-Klarinette und Klavier (1996)
- Purgatorio für Orchester (1997)
- Klage der Ariadne für Orchester (1999)
- Angelus Novus für Posaune Solo (1999)
- Forfφrerens Dagbog Musiktheater für Vocalsolisten und Kammerensemble (2000）
- Skyldig? – Ikke Skyldig? Musiktheater für Vocalsolisten und Kammerensemble (2001)[18]
- Der Engel der Geschichte - Bist du Einer, der zusieht? oder der Hand anlegt? oder der wegsieht, bei Seite geht? für Orchester (2002)
- Offen die Fenster des Himmels... - Zwei Gedichte von Johann Christian Friedrich Hölderlin für C-Flöte, B-Klarinette (auch Baßklarinette), Violine, Violoncello, Klavier und Baßstimme[19] (2003)
- Werbung nicht mehr, nicht Werbung für Altstimme und Klavier (2004)
- Four Zoas für Orchester (2006)
- Song of Samsara – Vision of Metempsychosis für Orchester (2007)
- Violinkonzert - De Profundis für Solo-Violine und Orchester (2008)
- Lux, mea crux, Crux, mea lux! für Kleines Ensemble (2009[20])
- Tenebrae Factae Sunt für Kammerensemble (2011)
- Stagnated-Flowed für Violine Solo (2015)
- Notturno für Orchester (2018)
- Nostalgia - Le Voyage intérieur für Orchester (2018)
- Nue für Orchester (2020)